# Eulalia tetraseta
Eulalia tetraseta är en gräsart som beskrevs av Jisaburo Ohwi. Eulalia tetraseta ingår i släktet Eulalia och familjen gräs. Inga underarter finns listade i Catalogue of Life.